# Karen Jeppe

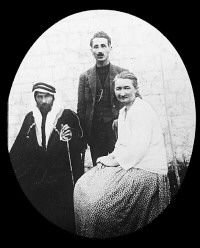
Karen Jeppe till höger. Fotografi från Aleppo, Syrien, någon gång mellan 1925 och 1935.

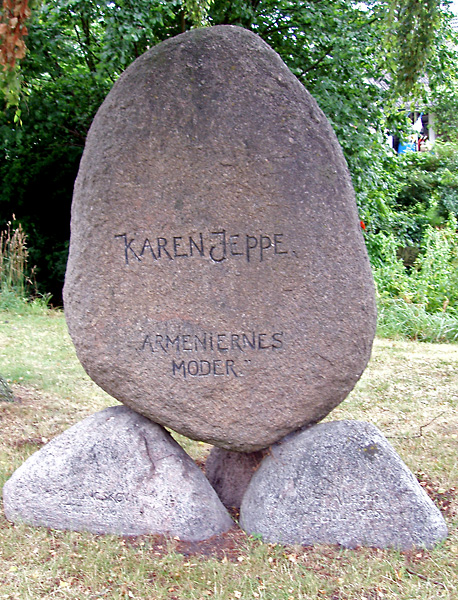
Minnessten i Karin Jeppes födelseort Gylling. Undertexten lyder "armeniernas moder".

Karen Jeppe, född 1 juli 1876 i Gylling, Danmark, död 7 juli 1935 i Aleppo, Syrien var en dansk missionär, hjälparbetare och fredsaktivist. Jeppe bedrev och organiserade hjälparbete efter första världskriget bland armeniska flyktingar i Syrien och i Ottomanska riket.

## Biografi
Redan som ung, på 1890-talet, fick hon höra talas om det armeniska folket i det Ottomanska riket, där de förföljdes och dödades. Hon uppfattade det som ett kall. Hon kom 1903 att arbeta som lärare för föräldralösa armeniska barn i nuvarande Turkiet. 
Under första världskriget arbetade hon för att underlätta för armeniska flyktingar. Efter att ha varit i Danmark mellan 1918 och 1921 reste hon till Aleppo i det nu självständiga Syrien, där hon fortsatte sitt arbete för armeniska flyktingar. 

## Eftermäle
Jeppes arbete finns skildrat i den danska kvinnosakskämpen Henni Forchhammers Et besøg hos Karen Jeppe från 1926. Jeppe dog av malaria i Aleppo där hon också är begravd.
I samband med årsdagen för det armeniska folkmordet 2014 restes en minnessten över Karen Jeppe i hennes födelseort Gylling.
Jeppes insatser är hågkommet bland armenier, som kallar henne "det armeniske folkets moder".